# Protium sagotianum
Protium sagotianum là một loài thực vật có hoa trong họ Burseraceae. Loài này được Marchand miêu tả khoa học đầu tiên năm 1867.